# Cryphia keltana
Cryphia keltana är en fjärilsart som beskrevs av Hans Georg Amsel 1935. Cryphia keltana ingår i släktet Cryphia och familjen nattflyn. Inga underarter finns listade i Catalogue of Life.